# Wydział Archeologii Uniwersytetu Warszawskiego
Wydział Archeologii Uniwersytetu Warszawskiego (WA UW) – wydział Uniwersytetu Warszawskiego, powstały 1 września 2020 r. z przekształcenia Instytutu Archeologii funkcjonującego w ramach nieistniejącego już Wydziału Historycznego.

## Kierunki kształcenia
Dostępne kierunki:
- Archeologia: w języku polskim lub angielskim (studia I i II stopnia)

## Władze Wydziału
W kadencji 2020–2024:
| Stanowisko                     | Imię i nazwisko             |
| ------------------------------ | --------------------------- |
| Dziekan                        | dr hab. Bartosz Kontny      |
| Prodziekan ds. finansowych     | dr Michał Starski           |
| Prodziekan ds. badań i rozwoju | dr hab. Arkadiusz Sołtysiak |
| Prodziekan ds. studenckich     | dr Elżbieta Jaskulska       |

## Struktura organizacyjna

### Katedry
| Katedra                                                | Kierownik                        |
| ------------------------------------------------------ | -------------------------------- |
| Katedra Archeologii Ameryk                             | dr hab. Miłosz Giersz            |
| Katedra Archeologii Barbaricum i Prowincji Rzymskich   | dr hab. Adam Cieśliński          |
| Katedra Archeologii Egejskiej i Włókiennictwa          | dr hab. Agata Ulanowska          |
| Katedra Archeologii Egiptu i Nubii                     | dr hab. Sławomir Rzepka          |
| Katedra Archeologii Epoki Kamienia                     | prof. dr hab. Karol Szymczak     |
| Katedra Archeologii Klasycznej                         | prof. dr hab. Piotr Dyczek       |
| Katedra Archeologii Orientu                            | dr hab. Krzysztof Jakubiak       |
| Katedra Archeologii Średniowiecza i Czasów Nowożytnych | dr hab. Tomasz Nowakiewicz       |
| Katedra Bioarcheologii                                 | dr Anna Gręzak                   |
| Katedra Epigrafiki i Papirologii                       | prof. dr hab. Tomasz Derda       |
| Katedra Numizmatyki i Muzealnictwa                     | prof. dr hab. Aleksander Bursche |

### Pozostałe jednostki
| Jednostka                                                   | Kierownik                    |
| ----------------------------------------------------------- | ---------------------------- |
| Laboratorium Archeologicznych Analiz Specjalistycznych      | dr Rafał Fetner              |
| Pracownia Archeologii Obrazu i Symboliki Światła            | prof. dr hab. Jerzy Miziołek |
| Pracownia Archeologii Podwodnej                             | dr hab. Bartosz Kontny       |
| Pracownia Archeologii Wybrzeży Pacyfiku i Dalekiego Wschodu | dr Maciej Sobczyk            |
| Pracownia Badań Nieinwazyjnych                              | dr Ewa Łukaszewicz           |
| Pracownia Konserwacji                                       | dr hab. Paweł Szymański      |
| Pracownia Modelowania i Dokumentacji Cyfrowej               | dr Miron Bogacki             |